# Gmina Petrijanec
Gmina Petrijanec (chorw. Općina Petrijanec) – gmina w Chorwacji, w żupanii varażdińskiej. W 2011 roku liczyła  4812 mieszkańców.